# Jacqueline Wilson
Pour les articles homonymes, voir Wilson et Aitken.
Œuvres principales
- Un cœur brisé

Jacqueline Maddie Wilson, née Aitken le 17 décembre 1945 à Bath, en Angleterre, est une autrice de littérature d'enfance et de jeunesse anglaise. Ses livres sont vendus partout dans le monde, à plus de 35 millions d'exemplaires. Elle est l'autrice la plus empruntée dans les bibliothèques britanniques.  

## Biographie

### Enfance et formation
Jacqueline Wilson nait le 17 décembre 1945 à Bath. Elle grandit à Kingston upon Thames, dans le Surrey, dans un climat de tension familiale : son père, Harry, souffre de dépression ; sa mère, Margaret, une femme autoritaire, s'empêche de divorcer pour éviter tout désaveu public,. Ces difficultés familiales influenceront grandement les thématiques qu'elle explorera dans ses romans. Son père est fonctionnaire et sa mère antiquaire.  
Dès l'âge de six ans, elle décide de devenir écrivaine. Lectrice assidue d'abord, elle se met ensuite à rédiger de nombreuses histoires, sans toutefois bénéficier d'encouragement de la part de ses parents. À 9 ans, elle écrit son premier livre. Comptant 22 pages et intitulé Meet the Maggots, il raconte l'histoire d'une famille de sept enfants[réf. souhaitée].
Elle quitte l'école à 16 ans. Elle commence une formation de secrétaire, mais à 17 ans, elle vend quelques œuvres à la maison d'édition DC Thomson de Dundee. Elle est engagée comme rédactrice et s'y installe.

### Carrière littéraire
Jacqueline Wilson commence à écrire de la fiction à la naissance de sa fille. Son premier roman, pour adultes, est publié alors qu'elle a 24 ans en 1971,.  
Pendant vingt ans, elle écrit une quarantaine de livres jeunesse qui sont publiés mais elle ne perce pas.  
En 1991, elle publie La Fabuleuse Histoire de Jenny B. (The Story of Tracy Beaker). Il s'agit de son roman le plus célèbre, qui raconte l'histoire d'une fillette de 10 ans vivant dans un foyer pour enfants. Le livre donnera naissance à une série télévisée de la BBC qui durera 5 ans et à une comédie musicale. En 2005, la série est le drame pour enfants le mieux noté de CBBC et The Illustrated Mum. Il reçoit un Emmy Award et deux Baftas.
En 2007, elle publie son autobiographie pour enfants, Jacky Daydream. Mais, sa mère étant encore en vie, elle tait certaines souffrances vécues dans son enfance. Elle obtient également un diplôme honorifique de l'université de Roehampton pour sa contribution à la littérature pour enfants. En 2008, elle est nommée professeure associée de l'université.
En 2016, un an après le décès de sa mère, qui n'aura lu aucun de ses livres, elle publie son 105e roman, Clover Moon, en se libérant du poids familial. Il met en scène une jeune héroïne courageuse qui se retrouve dans une institution pour filles démunies dans le Londres victorien, échappant à une belle-mère abusive.

#### Reconnnaissance
Jacqueline Wilson vend plus de 25 millions d'exemplaires de ses livres rien qu'au Royaume-Uni. Elle est l'autrice la plus empruntée dans les bibliothèques britanniques et ses séances de dédicaces peuvent durer jusqu'à huit heures. Elle reçoit quelque 200 lettres chaque semaine. Ses livres sont traduits dans 34 langues différentes.
Elle figure sur d'innombrables listes de présélection et remporte de nombreux prix, dont le Smarties Prize et le Children's Book Award, en 2000 et 2003, ainsi que le prix Tam-Tam pour Lulu Bouche-cousue[réf. souhaitée]. The Illustrated Mum remporte le Guardian Children's Fiction Award et est élu livre pour enfants de l'année 1999 aux British Book Awards. Il est également sélectionné pour le Whitbread Children's Book Award 1999. The Story of Tracy Beaker (La Fabuleuse Histoire de Jenny B.) remporte le Blue Peter People's Choice Award en 2002. Elle reçoit en outre un prix spécial Childline pour la manière dont elle aborde des sujets complexes dans son œuvre, notamment à travers les histoires de Tracy Beaker (La Fabuleuse Histoire de Jenny B.).Elle est nommée Officier de l'Ordre de l'Empire britannique pour services rendus à l'alphabétisation en 2002 et Dame grand-croix de l'ordre de l'Empire britannique en 2008.  
Plusieurs de ses livres sont adaptés en film pour la télévision anglaise dont La Fabuleuse Histoire de Jenny B. (The Story of Tracy Beaker), et Poisson d'avril (Dustbin Baby) en 2008 avec Dakota Blue Richards dans le rôle-titre[réf. souhaitée].  
Double Act, Midnight, The Story of Tracy Beaker, Secrets, The Suitcase Kid et Bad Girls ont fait l'objet d'adaptations théâtrales.

#### Ecriture
Jacqueline Wilson aborde dans ses romans de nombreux sujets réputés difficiles pour la jeunesse, tels que les sans domicile fixe, la négligence parentale, le divorce (Reviens, papa !), les mauvais traitements, l'amour impossible (Un cœur brisé) les femmes battues (Lola Rose), les mises sous tutelle (Poisson d'avril), la maladie mentale (Maman, ma sœur et moi), ou l'homosexualité (Kiss). Ses écrits sont néanmoins adoucis par l'humour et des détails décalés. En outre, ses personnages trouvent le moyen de surmonter leurs problèmes, et les histoires se terminent sur une note optimiste.  
Elle indique beaucoup écrire sur les tensions familiales car, durant sa propre enfance, dans les années 1950 et 1960, elle considérait la fiction jeunesse comme étant déconnectée de sa propre réalité, c'est-à-dire les disputes quotidiennes de ses parents, qui l'obligeaient parfois à prendre parti, et l'autorité étouffante de sa mère. « C'est ce genre de regard sur les souffrances d'une enfance malheureuse qui rend les livres de Wilson si populaires, conférant à ses personnages et à ses intrigues une authenticité à laquelle ses lecteurs peuvent s'identifier. » écrit Donna Ferguson, journaliste à The Guardian.
Son style d'écriture emploie la narration à la première personne. Elle écrit deux livres par an, l'un pour les plus jeunes, l'autre pour les plus grands. Tous ses livres sont illustrés par Nick Sharatt.

### Vie privée
À 19 ans, Jacqueline Wilson épouse William Millar Wilson. Deux ans plus tard, elle met au monde une fille nommée Emma. Elle divorce en 2004.
Elle vit toujours à Kingston upon Thames près de Londres. Elle possède une bibliothèque de plus de 20 000 livres.

## Décorations
- Dame grand-croix de l'ordre de l'Empire britannique[5] ; Dame commandeur en 2008.

## Œuvres
- Les Vacances du chiot garou, (The Werepuppy on Holiday , 1994), Castor Poche, 1997.
- La Double Vie de Charlotte (The Lottie Project, 1997), Gallimard, Folio junior, 1998.
- À nous deux ! (Double Act, 1995), folio junior, 1999.
- Une amie d'enfer (Bad Girls, 1996), Hachette jeunesse, 1999.
- À la semaine prochaine (The Suitcase Kid, 1992), Folio junior, 2000
- Maman, ma sœur et moi (The Illustrated Mum, 1999), Folio junior, 2000.
- Le Couteau sous les yeux, Hachette jeunesse, 2000.
- Poisson d'avril (Dustbin Baby, 2001), Folio junior, 2002.
- Trois filles et neuf bonnes résolutions (Girls in Love, 1997), Hachette jeunesse, « Planète filles », 2000.
- Lulu Bouche-cousue (Lizzie Zipmouth, 2000), Folio cadet, 2002.
- Ma chère momie (The Cat Mummy, 2001), Folio cadet, 2002.
- Mon amie pour la vie (Vicky Angel, 2000), Folio junior, 2002.
- Trois Filles et dix kilos en trop (Girls under Pressure, 1998), Hachette jeunesse, « Planète filles », 2002.
- La Fabuleuse Histoire de Jenny B. (The Story of Tracy Beaker, 1991), Folio junior, 2003.
- Secrets (Secrets, 2002), Folio junior, 2003.
- Le Site des soucis (The Worry Website, 2002), Folio cadet, 2003.
- Trois filles et douze coups de minuit (Girls Out Late, 1999), Hachette jeunesse, « Planète filles », 2003.
- Trois filles et des torrents de larmes (Girls in Tears, 2002), Hachette jeunesse, « Planète filles », 2003.
- Lola Rose (Lola Rose, 2003), Folio junior, 2004.
- Soirée pyjama (Sleepovers, 2001), Folio cadet, 2005.
- Ma meilleure amie , (Best Friends, 2004), Folio junior, 2005.
- Un nouveau défi pour Jenny B. (The Dare Game, 2000), folio junior, 2006.
- Violette (Midnight, 2003), Albin Michel, coll. Wiz, 2006.
- Reviens, papa ! (Clean Break, 2005), Folio junior, 2007.
- Un cœur brisé (Love Lessons, 2005), Folio junior, 2008.
- Richard superstar !, Rouge et Or, 2008.
- Kiss (Kiss, 2007), Gallimard Jeunesse Scripto, 2009.
- Un rôle en or pour Jenny B., (Starring Tracy Beaker, 2008), Folio junior, 2009.
- Les Malheurs de Millie Plume, (Hetty Feather, 2009), folio junior ou galimard jeunesse, 2011.
- Une nouvelle vie pour Millie Plume, Gallimard jeunesse, Folio junior.
- Millie Plume choisit son destin.
- Maman au bois dormant (The longest whale song, 2007), Folio junior 2008.